# 柴田弘之
柴田 弘之（しばた ひろゆき、1957年（昭和32年）4月14日 - ）は、日本の銀行家。2018年より第4代信金中央金庫理事長。

## 経歴
茨城県出身。茨城高等学校を経て、1980年（昭和55年）慶應義塾大学法学部政治学科卒業、全国信用金庫連合会（現在の信金中央金庫）入庫。2005年に総合企画部長、2007年に理事総合企画部長、2009年に常務理事、2013年に専務理事を経て2016年から副理事長、2018年から理事長。
2代連続で信金中金からの生え抜きで理事長就任となる。東日本大震災で被災した信用金庫に資金を注入し、新型コロナウイルス感染症の流行では新たな特別融資制度や信用金庫取引先同士の専用マッチングサイトの新設を行なったほか、出資総額100億円の対策支援ファンド「しんきんの礎」を設立した。